# Phantom Spider
Phantom Spider es un videojuego shoot 'em up de 2004 desarrollado y publicado por Nokia para teléfonos móviles con J2ME. El juego era uno de los juegos preinstalados que venían en el Nokia 3220 y varios modelos posteriores.

## Jugabilidad
El juego consiste en controlar una nave en donde debemos evadir los ataques de un grupo de arañas, cuando se les derrota, se puede ganar ojos que pueden ayudar a mejorar los ataques. Este juego no tiene un final, se puede subir de nivel (aumentando la vida, ataque, defensa y velocidad, al igual que cada vez la dificultad se vuelve mayor), obtener más y mejorar los ojos. Si se falla en una misión con un ojo equipado, el ojo se perderá.
El juego además cuenta con un modo de dos jugadores en la opción 'Desafiar jugador', se ingresa el número telefónico y el del contrincante. La mini-araña atacará a la mini-araña del contrincante. Si un ojo equipado en la mini-araña es más poderoso que el del contrincante, se recibe el ojo equipado de la mini-araña del contrincante y este se agrega a la lista de ojos.

## Ojos
Los ojos son parte fundamental del juego ya que cada uno puede dar una habilidad especial que puede ayudar al jugador.
| Lista de ojos |                                 |
| Ojo           | Combinaciones                   |
| Tierra        | Tierra y Cristal Fuego y Tierra |
| Cristal       | Cristal y Agua Tierra y Cristal |
| Agua          | Cristal y Agua Agua y Vida      |
| Vida          | Agua y Vida Vida y Fuego        |
| Fuego         | Vida y Fuego Fuego y Tierra     |

## Secuela
El juego tuvo una secuela llamada Phantom Spider 3D lanzada en 2005.